# هدلی کانتریل
هدلی کانتریل (انگلیسی: Hadley Cantril؛ ۱۶ ژوئن ۱۹۰۶ – ۲۸ مهٔ ۱۹۶۹) روان‌شناس، پژوهش اهل ایالات متحده آمریکا بود.
وی همچنین برندهٔ جوایزی همچون کمک‌هزینه گوگنهایم شده است.